# Frémontiers
Frémontiers är en kommun i departementet Somme i regionen Hauts-de-France i norra Frankrike. Kommunen ligger i kantonen Conty som tillhör arrondissementet Amiens. År 2022 hade Frémontiers 166 invånare.

## Befolkningsutveckling
Antalet invånare i kommunen Frémontiers
| Referens: INSEE |